# Pitta moluccensis
La pitta delle Molucche o pitta aliblu (Pitta moluccensis (Statius Müller, 1776)) è un uccello passeriforme della famiglia dei Pittidi.

## Descrizione

### Dimensioni
Misura 18-20 cm di lunghezza, coda compresa.

### Aspetto

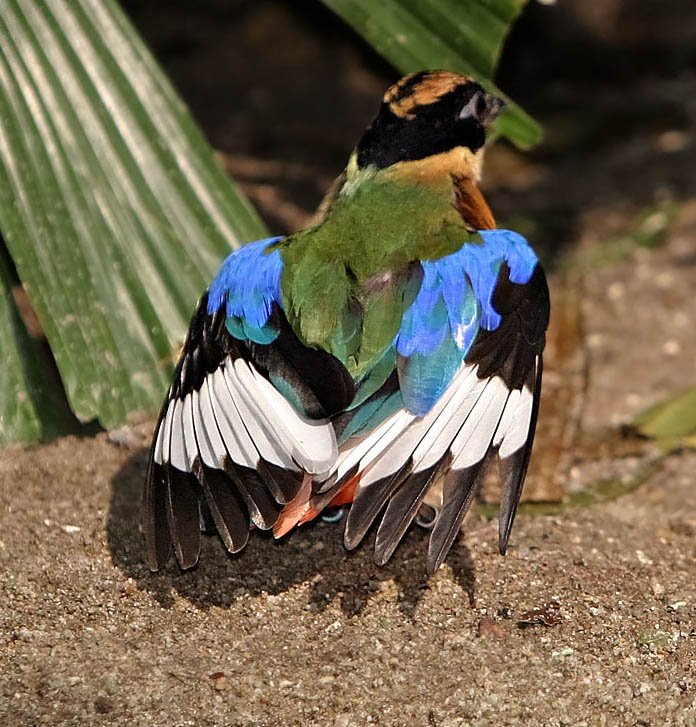
Un esemplare di spalle sgranchisce le ali, mostrando la caratteristica colorazione.

Questi uccelli hanno un aspetto paffuto e massiccio, con ali e coda corte, forti zampe e testa e becco allungati.

La testa presenta vertice e banda facciale di colore nero, con sopracciglio bianco-giallastro e gola e guance dello stesso colore, con tendenza a schiarirsi fino a divenire bianco latte in prossimità del becco: il dorso è verde, mentre le ali presentano copritrici di colore azzurro (stesso colore della coda) e remiganti nere con banda trasversale mediana bianca. Petto, ventre e lati del collo sono di color bruno-arancio, mentre basso ventre e sottocoda sono rossi. Gli occhi sono bruni, il becco è nerastro con tendenza a schiarirsi alla base, le zampe sono di color carnicino.

## Biologia

### Comportamento
Si tratta di uccelli diurni e solitari, che passano la maggior parte della giornata muovendosi con circospezione nel folto del sottobosco alla ricerca di cibo, pronti a rifugiarsi nel folto della vegetazione al minimo segnale di pericolo.

### Alimentazione
La dieta della pitta delle molucche si compone perlopiù di lombrichi, insetti ed altri piccoli invertebrati, sebbene questi uccelli siano stati osservati più volte mentre si nutrivano di chiocciole.

### Riproduzione
La riproduzione di questi uccelli non è mai stata osservata in natura, tuttavia si ritiene che essa non differisca significativamente per modalità e tempistiche da quella delle altre specie congeneri.

## Distribuzione e habitat

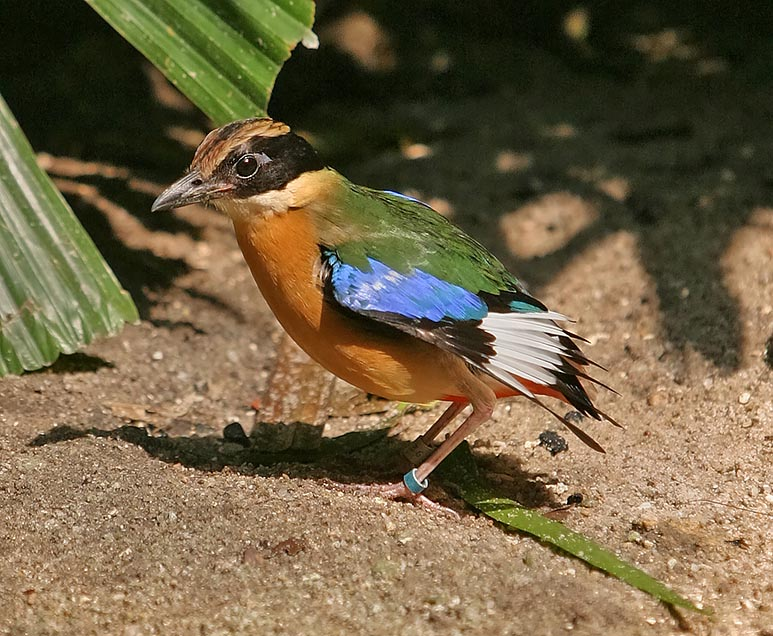
Esemplare in natura.

A dispetto di quanto sia il nome comune che il nome scientifico della specie potrebbero far pensare, la pitta delle Molucche non è endemica delle omonime isole, né tantomeno le abita, il che farebbe pensare a un errore in sede di classificazione da parte di Philipp Ludwig Statius Müller, il quale probabilmente intendeva riferirsi alla Malacca come punto di origine della specie: questo uccello infatti è diffuso in gran parte dell'Indocina (Tenasserim, Thailandia occidentale, Cambogia, Annam, Cocincina) e nella penisola malese, migrando poi durante l'inverno verso Borneo, Giava e Sumatra. Esemplari isolati sono stati avvistati fino in Cina meridionale (Yunnan), Filippine e perfino in Australia nord-occidentale.
L'habitat di questa specie è rappresentato dalle aree alberate non troppo fitte a clima tropicale e subtropicale, con presenza di vegetazione bassa, fino agli 800 m di quota: questi uccelli si dimostrano piuttosto adattabili, colonizzando anche i parchi e i giardini delle aree urbane.